# Jämtlands Gymnasium Wargentin
Wargentin (formellt Jämtlands Gymnasium Wargentin, tidigare: Wargentinsskolan, Östersunds högre allmänna läroverk) är en gymnasieskola i Östersund i Jämtland, uppkallad efter vetenskapsmannen Pehr Wilhelm Wargentin och som räknar sina anor från Frösö trivialskola, grundad 1679. Skolan drivs av Jämtlands Gymnasium och är belägen bredvid Östersunds rådhus.

## Historik fram till 1968

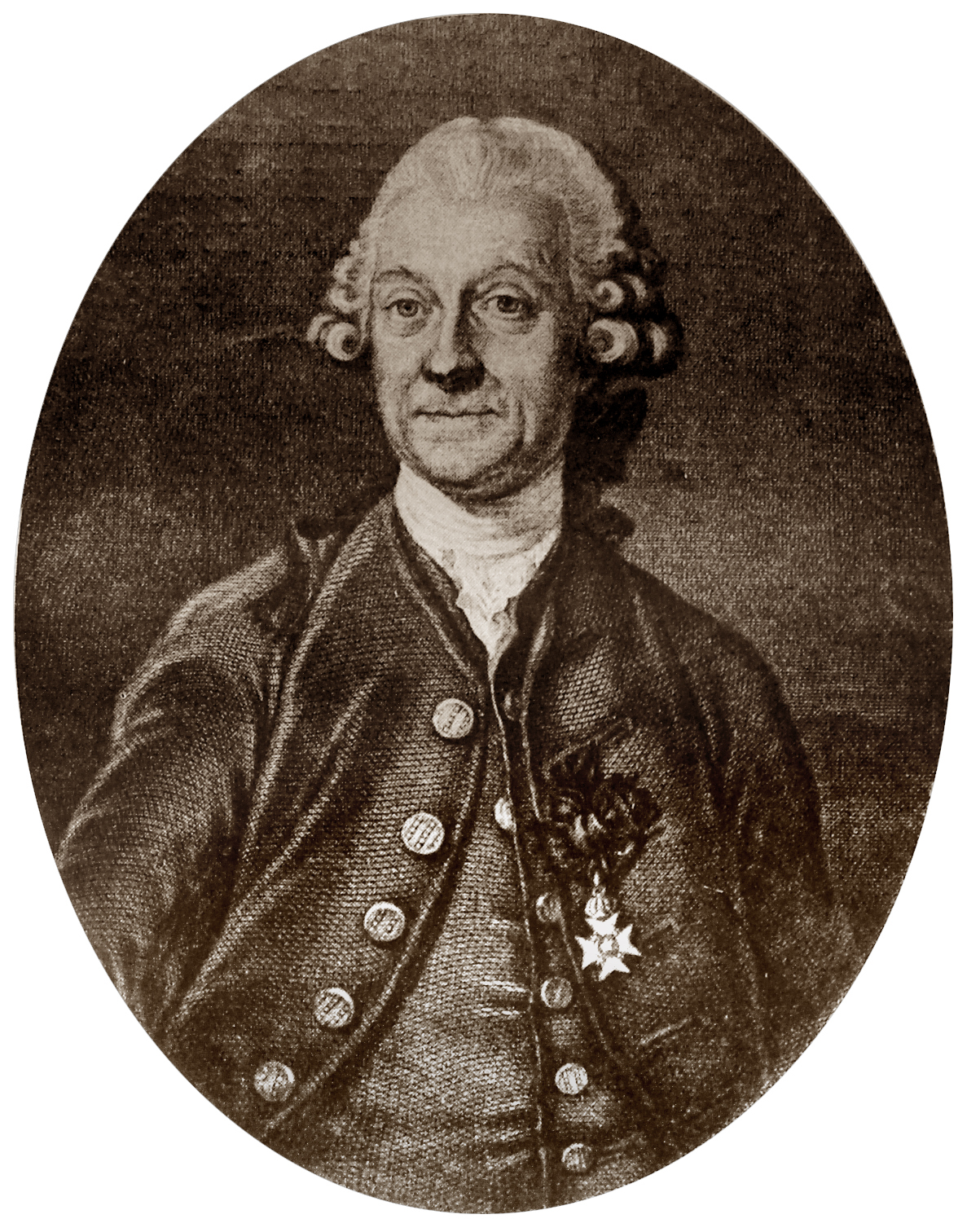
Pehr Wilhelm Wargentin (1717–1783)

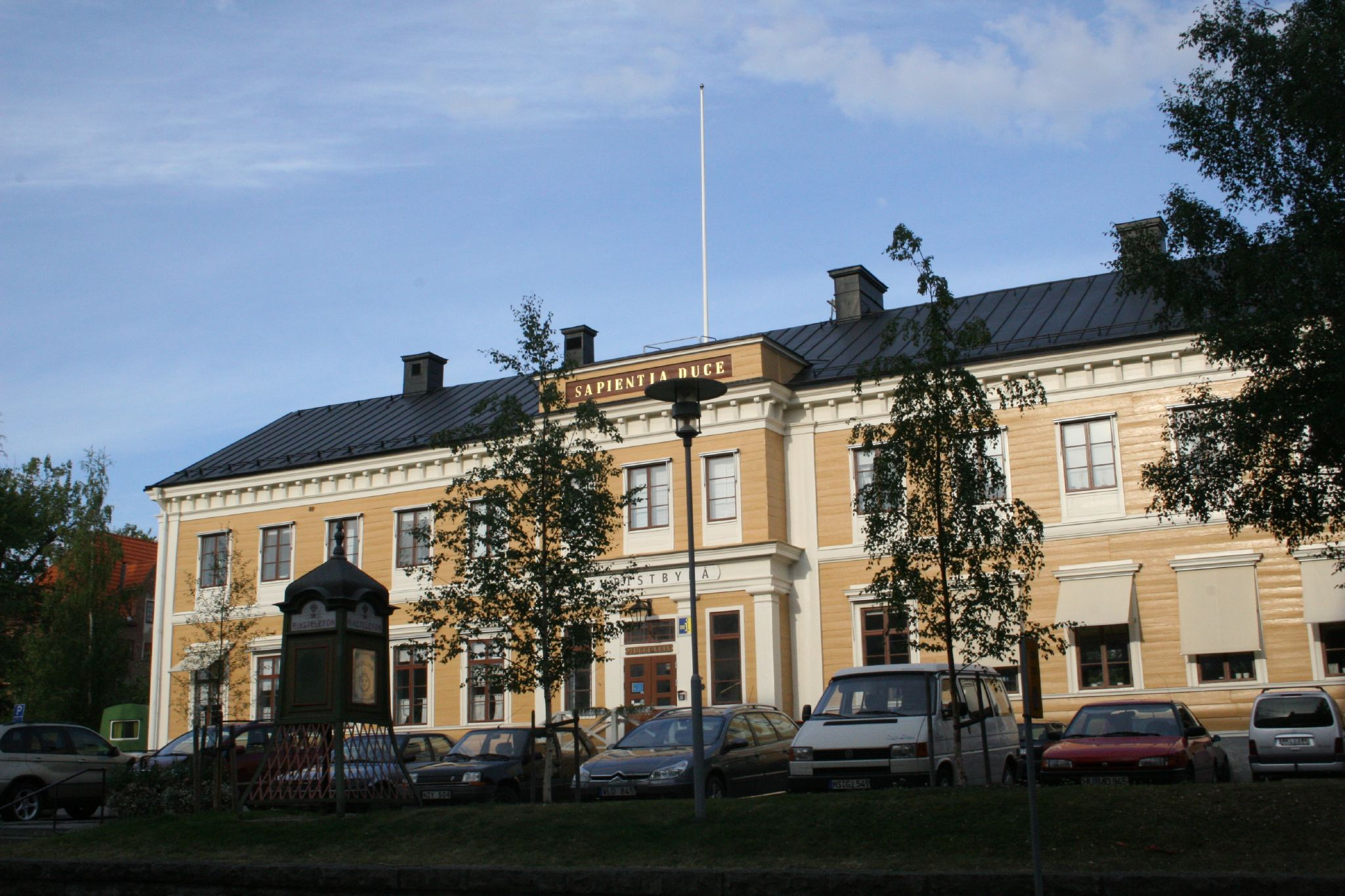
Gamla läroverket – invigt 1849.

Skolan grundades 1679 på Frösön som Frösö trivialskola, och var länge Sveriges enda landsbygdsläroverk där inslaget av allmogeelever var mycket stort i förhållande till folkmängden.  År 1847 flyttades skolan in till Östersund och blev i anslutning till läroverksreformen 1849  Östersunds elementarläroverk. 1878 antogs namnet Östersunds högre allmänna läroverk. År 1897 flyttade läroverket in i nya lokaler mittemot de gamla på Rådhusgatan. I början av 1930-talet gjordes en renovering och 1935 invigdes den  ombyggda huvudbyggnaden. Skolan kommunaliserades 1966 samtidigt som namnet ändrades till Wargentinskolan. Studentexamen gavs från 1865 till 1968 och realexamen från 1907 till 1964.

## Historik efter 1970
Rektorer har under senare år varit bland andra Ragnar Arbman, Torsten Sävborg, Allan Weinhagen, Bengt Hedlund och Peter Frändén.
Sedan 2005 är Wargentinsskolan en del i Jämtlands gymnasieförbund (JGY), och sedan höstterminen 2008 har Wargentinsskolan bytt namn till Jämtlands Gymnasium Wargentin.

## Rektorer från 1847[4][5][6][7]
- Jonas Nordqvist 1833–1847, rektor för Frösö trivialskola sedan 1833
- Gustaf Palén 1847, vikarierande rektor från oktober 1847 och terminen ut
- Lorenz Oskar Hammargren 1848–1857, vikarierande rektor
- Abraham Sundberg 1857–1887
- Carl Axel Hägglund 1888–1918
- Ragnar Arbman 1918–1945
- Nils Beltzén 1945–1946, vikarierande rektor
- Torsten Sävborg 1946–1956
- Allan Weinhagen 1956–1979
- Ingemar Holmlund 1979–1981
- Bengt Hedlund 1981–1995
- Peter Frändén 1996–2002

Efter 2002 förändrades organisationen så att ovanstående typ av "överrektor" avskaffades, och ersattes av två s.k. "områdeschefer" samt en mängd underliggande programchefer, som alla har titeln rektor.

## Elever från skolan
Kända personer som studerat på skolan är bland andra författaren Carl-Göran Ekerwald, radiomannen Per-Martin Hamberg, sportjournalisten och TV-kommentatorn Sven "Plex" Pettersson, vice riksbankschef Kristina Persson, finansmannen Maths O. Sundqvist, musikerna Merit Hemmingson och Annika Norlin, författaren Bodil Malmsten samt alpinåkaren Ebba Årsjö.